# Trimeria americana
Trimeria americana är en stekelart som först beskrevs av Henri Saussure 1853.  Trimeria americana ingår i släktet Trimeria och familjen Masaridae. Inga underarter finns listade i Catalogue of Life.